# Ioan Cherteș
Ioan Cherteș (Sărățel, 10 settembre 1911 – Cluj-Napoca, 31 gennaio 1992) è stato un arcivescovo cattolico rumeno della Chiesa greco-cattolica rumena.

## Biografia
Ioan Cherteș nacque a Sărățel il 10 settembre 1911 da Ioan, insegnante, e Ana (nata Rusu), casalinga. Suo padre morì nella prima guerra mondiale, lasciando Ioan e sua sorella Ana orfani.

### Formazione e ministero sacerdotale
Compì gli studi primari a Sărățel e quelli secondari alla scuola "George Cosbuc" di Năsăud, per la prima classe, e alla scuola "Petru Maior" di Gherla dalla seconda alla settima classe. Nel giugno del 1929 superò con successo l'esame di maturità.
Dopo il diploma rimase per un anno come educatore al liceo Petru Maior di Gherla e studiò alla Facoltà extrascolastica di giurisprudenza dell'Università di Cluj. Nel 1930 iniziò gli studi per il sacerdozio. Monsignor Iuliu Hossu, eparca di Cluj-Gherla, lo inviò a studiare Roma. Studiò filosofia e teologia al Pontificio Collegio Urbano.
Il 21 dicembre 1935 fu ordinato presbitero per l'eparchia di Cluj-Gherla da monsignor Giuseppe Palica. Nel 1938, dopo aver conseguito il dottorato in filosofia e teologia, tornò in patria e prese residenza a Cluj, città nella quale l'eparchia aveva trasferito temporaneamente la propria sede. Fu nominato segretario dell'eparca, incarico che mantenne fino al 1940. Tra il 1940 e il 1948 occupò diverse funzioni contemporaneamente. Fu infatti professore di teologia nei dipartimenti di storia della Chiesa e diritto canonico dell'Accademia teologica rumena e direttore dei ragazzi del collegio greco-cattolico "Inocenţiu Micu-Klein" dal 1942 al 1945. Per qualche tempo insegnò religione in questa scuola superiore. In occasione della Pasqua del 1947 venne nominato canonico e il 10 ottobre 1948 fu promosso pro-vicario generale dell'eparchia di Cluj-Gherla.
Il 28 ottobre 1948, dopo la soppressione da parte delle autorità comuniste della Chiesa greco-cattolica rumena, venne arrestato poiché si era rifiutato di passare all'ortodossia. Venne imprigionato nel monastero di Neamț, insieme ad altri alti prelati e professori di teologia. Nel febbraio del 1949 i detenuti nel monastero di Neamț furono trasferiti al monastero di Căldăruşani a Gruiu, vicino a Bucarest, trasformato in campo di concentramento, circondato da filo spinato e fornito di protezione militare.

### Ministero episcopale
Nonostante la prigionia, riuscì a rimanere in contatto con la nunziatura apostolica di Bucarest. Il 21 novembre 1949 papa Pio XII lo nominò vescovo ausiliare di Cluj-Gherla e titolare di Cantano. Ricevette l'ordinazione episcopale in segreto la notte tra il 24 e il 25 dicembre nel monastero Căldăruşani dall'eparca di Gran Varadino dei Rumeni Valeriu Traian Frențiu, co-consacranti l'eparca di Cluj-Gherla Iuliu Hossu e quello di Lugoj Ioan Bălan. Con lui fu consacrato anche monsignor Titu Liviu Chinezu.
Nel maggio del 1950 l'intero gruppo di internati da Căldăruşani venne trasferito al carcere di Sighetu Marmației. Monsignor Cherteș rimase lì fino all'aprile del 1955, quando tornò nel carcere di Cluj. Il 30 luglio 1955 venne rilasciato.
Dopo questo primo rilascio, dopo sei anni di arresto e detenzione in carcere senza processo, prese residenza nel villaggio di Chiraleș, dove visse con sua sorella Ana, sposata con il professor Vasile Țărmure, che fino al 1948 era sacerdote.
Il 12 agosto 1956 a Cluj conferì il sacerdozio a due sacerdoti greco-cattolici, Vasile Chindris e Izidor Ghiurco. Dopo questo fatto furono arrestati diversi sacerdoti. Tra di loro, i vescovi Alexandru Rusu e lo stesso monsignor Cherteș. Quest'ultimo venne accusato di incitamento pubblico e il 15 agosto 1956 venne arrestato e interrogato dalla forza di sicurezza di Cluj. Con sentenza n. 1202/1957 venne condannato dal tribunale militare della stessa località a dieci anni di carcere.
Dopo la condanna venne imprigionato con carcere duro e nei campi di lavoro forzato. Rimase in custodia a Gherla per tre anni, a Periprava, poi di nuovo a Gherla e infine a Ostrov. Era lì quando in base al decreto di grazia n. 411 del 30 luglio 1964 venne rilasciato.
Ritornò a Sărățel, il suo villaggio natale. Rimase comunque sorvegliato dalla polizia e dagli organi di sicurezza. Il 25 ottobre 1965 si trasferì a Năsăud, dove si era trasferita la famiglia della sorella. Tra il 1965 e il 1972 lavorò come secondo contabile dei materiali nell'industria "Ineul". Anche qui condusse una vita molto difficile, essendo perseguito costantemente sia dalla sicurezza che dagli organi di partito. Pur non essendo ufficialmente obbligato a mantenere la stessa residenza, il comandante della sicurezza locale lo avvertì di non lasciare la città e di informarlo se ne avesse avuto l'intenzione.
Il 30 giugno 1972 si ritirò in pensione. La vecchiaia e soprattutto le lunghe indagini, il lavoro forzato, la permanenza in carcere, il freddo, la fame, le umiliazioni e le difficoltà che aveva attraversato e sopportato per 14 anni e mezzo, scossero la sua salute e lo portarono a rinunciare a una vita attiva con molte responsabilità, come l'episcopato, e trascorse i suoi ultimi anni in pensione a Năsăud, nella famiglia di sua sorella.
Il 14 marzo 1990 papa Giovanni Paolo II ristabilì la gerarchia cattolica sia di rito latino sia di rito bizantino. Monsignor Cherteș venne elevato alla dignità arciepiscopale.
Morì a Cluj-Napoca il 31 gennaio 1992.

## Opere
- Creșteți și vă înmulțiți, Editore "Sfântul Nichita", Cluj.

## Genealogia episcopale
La genealogia episcopale è:
- Arcivescovo Michal Rahoza
- Arcivescovo Hipacy Pociej
- Arcivescovo Iosif Rucki
- Arcivescovo Antin Selava
- Arcivescovo Havryil Kolenda
- Arcivescovo Kyprian Žochovs'kyj
- Arcivescovo Lev Zaleski
- Arcivescovo Jurij Vynnyc'kyj
- Arcivescovo Luka Lev Kiszka
- Vescovo György Bizánczy
- Vescovo Inocențiu Micu-Klein, O.S.B.M.
- Vescovo Mihály Emánuel Olsavszky, O.S.B.M.
- Vescovo Vasilije Božičković, O.S.B.M.
- Vescovo Grigore Maior, O.S.B.M.
- Vescovo Ioan Bob
- Vescovo Samuel Vulcan
- Vescovo Ioan Lemeni
- Vescovo Vasile Erdély
- Arcivescovo Alexandru Şterca Şuluţiu de Kerpenyes
- Vescovo Iosif Papp-Szilágyi
- Arcivescovo Ioan Vancea
- Arcivescovo Victor Mihaly de Apşa
- Vescovo Valeriu Traian Frențiu
- Arcivescovo Ioan Chertes